# Ларсен, Йон
Йон Га́рри Ла́рсен (норв. John Harry Larsen, 27 августа 1913 — 5 августа 1989) — норвежский стрелок, олимпийский чемпион и чемпион мира.
Родился в 1913 году в Осло. В 1949 году завоевал три золотые медали чемпионата мира. В 1952 году стал чемпионом Олимпийских игр в Хельсинки в стрельбе одиночными и двойными выстрелами по движущейся мишени; в том же году он завоевал четыре золотых медали чемпионата мира. В 1954 году стал обладателем серебряной и бронзовой медалей чемпионата мира. В 1956 году на Олимпийских играх в Мельбурне стал 8-м в стрельбе одиночными и двойными выстрелами по движущейся мишени.
Его сын, Йон Ларсен-младший, также стал стрелком и представлял Норвегию на Олимпийских играх в Мюнхене.